# Забірська сільська рада (Жовківський район)
| Забірська сільська рада — орган місцевого самоврядування у Жовківському районі Львівської області з адміністративним центром у с. Забір'я. Історична дата утворення: в 1939 році. Сільській раді підпорядковані населені пункти: - с. Забір'я - с. Синьковичі |

## Склад ради
Рада складається з 16 депутатів та голови.

### Керівний склад ради
| ПІБ                       | Основні відомості                                                                                        | Дата обрання | Дата звільнення |
| ------------------------- | --- | ------------ | --------------- |
| Сенько Зіновій Михайлович | Сільський голова, 1953 року народження, освіта                                                           | 26.03.2006   | 31.10.2010      |
| Сенько Зеновій Михайлович | Сільський голова, 1953 року народження, освіта середня спеціальна, член політичної партії 'Наша Україна' | 31.10.2010   |                 |

Примітка: таблиця складена за даними джерела